# Aseraggodes filiger
Aseraggodes filiger är en fiskart som beskrevs av Weber, 1913. Aseraggodes filiger ingår i släktet Aseraggodes och familjen tungefiskar. Inga underarter finns listade i Catalogue of Life.